# Timaios der Sophist
Timaios der Sophist (altgriechisch Τίμαιος σοφιστής Tímaios sophistḗs) war ein antiker griechischer Lexikograf. Er lebte in der römischen Kaiserzeit und verfasste ein Lexikon zu den Werken des Philosophen Platon. Über das Leben des Timaios ist nichts bekannt. Sein Beiname „der Sophist“ ist in der einzigen erhaltenen Handschrift des Lexikons überliefert; er bezeichnet in der römischen Kaiserzeit einen gelehrten Schriftsteller und ist nicht abwertend gemeint.

## Lexikon
Timaios erstellte das Lexikon auf der Basis älterer, nicht mehr erhaltener Platon-Kommentare. Im Widmungsbrief nennt er seinen Namen. Er widmet das Werk einem Freund, einem ansonsten unbekannten Römer, für den die griechischen Namensformen Gaiatianos und Gaitianos überliefert sind; er kann Caietanus, Gentianus oder Gratianus geheißen haben. Die Abfassungszeit ist schwer zu ermitteln; einem Zitat aus einem Werk des Neuplatonikers Porphyrios kommt für die Datierung keine Beweiskraft zu, da es sich wohl um eine Interpolation handelt.
Das Lexikon ist nur in einer einzigen Handschrift aus dem 10. Jahrhundert überliefert, die sich heute in der französischen Nationalbibliothek in Paris befindet. In der erhaltenen Fassung enthält es Zusätze, die nicht vom Verfasser stammen. Dies ist daraus ersichtlich, dass zahlreiche Wörter aufgenommen sind, die Platon nie verwendet, und dass für manche Wörter andere Bedeutungen angegeben sind als die für Platons Texte relevanten. Vermutlich wurde das Lexikon nach dem Tod seines Autors schrittweise erweitert. In manchen Fällen ist nur eine von mehreren in Platons Werken vorkommenden Bedeutungen eines Ausdrucks genannt.
Während man in der älteren Forschung annahm, der überlieferte Text sei vollständig, ist nach heutigem Forschungsstand davon auszugehen, dass die Handschrift nur eine gekürzte Fassung enthält.
Unter den 468 alphabetisch geordneten Ausdrücken, die Timaios meist nur knapp erklärt, ist kein einziger philosophischer Fachbegriff. Mehr als ein Drittel der Ausdrücke kommen bei Platon nur an einer einzigen Stelle vor. Wie Timaios im Widmungsbrief mitteilt, geht es ihm um die Klärung von Worten und Wendungen mit ungewöhnlichen Bedeutungen sowie dialektaler Besonderheiten von Platons attischer Sprache, die nicht nur den Römern, sondern auch den meisten Griechen seiner Zeit nicht vertraut seien. Gelegentlich geht er auf die Etymologie ein.

## Rezeption
Sichere Spuren einer Benutzung des Lexikons in der Antike konnten bisher nicht gefunden werden. Ob der Neuplatoniker Hermeias von Alexandria (5. Jahrhundert) es für seinen Kommentar zu Platons Dialog Phaidros verwendet hat, ist ungewiss.
Um die Mitte des 9. Jahrhunderts konsultierte der berühmte byzantinische Gelehrte Photios das Lexikon, dessen Wert er relativ niedrig einschätzte, und trug in seiner Bibliothek Notizen dazu ein.
In der Frühen Neuzeit war das Lexikon lange verschollen. Im 17. Jahrhundert gelangte die Handschrift nach Frankreich. Der Gelehrte Bernard de Montfaucon entdeckte sie in einer französischen Privatbibliothek und veröffentlichte 1715 eine Teiledition. 1754 erschien in Leiden die von David Ruhnken besorgte erste vollständige Ausgabe.

## Textausgaben und Übersetzungen
- Maddalena Bonelli, Jonathan Barnes (Hrsg.): Timée le Sophiste. Lexique platonicien. Brill, Leiden 2007, ISBN 978-90-04-15887-0 (kritische Ausgabe mit französischer Übersetzung und ausführlichem Kommentar).
- Stefano Valente (Hrsg.): I lessici a Platone di Timeo Sofista e Pseudo-Didimo. Introduzione ed edizione critica. De Gruyter, Berlin 2012, ISBN 978-3-11-024079-5.